# Mordella hofferi
Mordella hofferi là một loài bọ cánh cứng trong họ Mordellidae. Loài này được Horák miêu tả khoa học năm 1979.